# Jun
Jun és un municipi situat en la part centre-nord de la Vega de Granada (província de Granada), a uns 5 km de la capital provincial. Limita amb els municipis de Alfacar, Víznar, Granada i Pulianas.
El municipi de Jun és conegut en el món pels seus antecedents ceràmics. En l'actualitat existeix una vasta indústria ceràmica de construcció, però destaca en gran manera la ceràmica artística que prové de l'època musulmana i que s'ha encarregat de recuperar l'insigne ceramista Miguel Ruiz Jiménez.
També és conegut Jun per la seva influència en el món de la societat de la Informació. Precisament en la localitat, el 28 de juny de 2001, es va celebrar el primer ple interactiu municipal a nivell mundial, declarant el President de la Comissió Europea, Romano Prodi, lloc natal de la Teledemocracia Activa. El 27 de desembre de 1998, la localitat va donar un important pas al declarar l'accés a internet, dret universal de tots els ciutadans, dada que va fer la volta al món des del New York Times fins al Sydney Morning Herald. En l'actualitat es treballa amb la M-Administració mòbil, en un important projecte entorn de la 3ª Modernització i el programari lliure.